# More Light
| Críticas profissionais | Críticas profissionais |
| Avaliações da crítica  | Avaliações da crítica  |
| Fonte                  | Avaliação              |
| ---------------------- | ---------------------- |
| Allmusic               | [ 3 ]                  |
| Drowned in Sound       | (8/10)                 |
| NME                    | (8/10)                 |
| Pitchfork              | (7.7/10.0)             |
| Sputnikmusic           | [ 7 ]                  |

More Light é o décimo álbum de estúdio da banda escocesa de rock alternativo Primal Scream. Foi lançado em 13 de maio de 2013, pela gravadora Ignition Records.

## Faixas
| N.º            | Título                       | Duração |  |
| 1.             | "2013"                       | 9:01    |  |
| 2.             | "River of Pain"              | 6:59    |  |
| 3.             | "Culturecide"                | 4:36    |  |
| 4.             | "Hit Void"                   | 4:10    |  |
| 5.             | "Tenement Kid"               | 4:46    |  |
| 6.             | "Invisible City"             | 4:41    |  |
| 7.             | "Goodbye Johnny"             | 3:29    |  |
| 8.             | "Sideman"                    | 3:54    |  |
| 9.             | "Elimination Blues"          | 5:47    |  |
| 10.            | "Turn Each Other Inside Out" | 4:35    |  |
| 11.            | "Relativity"                 | 7:29    |  |
| 12.            | "Walking With the Beast"     | 3:58    |  |
| 13.            | "It's Alright, It's OK"      | 5:09    |  |
| Duração total: | Duração total:               | 68:28   |  |

### Bonus
| N.º            | Título                                | Duração |  |
| 1.             | "Nothing Is Real / Nothing Is Unreal" | 5:07    |  |
| 2.             | "Requiem For The Russian Tea Rooms"   | 3:14    |  |
| 3.             | "Running Out Of Time"                 | 2:37    |  |
| 4.             | "Worm Tamer"                          | 5:37    |  |
| 5.             | "Theme From More Light"               | 2:29    |  |
| 6.             | "2013 (Weatherall Remix)"             | 8:20    |  |
| Duração total: | Duração total:                        | 27:24   |  |